# Ummagumma
Ummagumma ist die vierte Langspielplatte der britischen Rockband Pink Floyd. Das Doppelalbum wurde am 25. Oktober 1969 veröffentlicht, wenige Monate nach dem Soundtrack von More. Das Wort Ummagumma ist ein Slangwort aus Cambridge für Geschlechtsverkehr.

## Musik
Das Doppelalbum umfasst einen Live- und einen Studioteil. Der Live-Teil besteht aus vier Aufnahmen, die im College of Commerce (Manchester) und im Mother’s Club (Birmingham) aufgenommen wurden. Es war bis 1988 die einzige offizielle Liveaufnahme von Pink Floyd. Im Studioteil wurde jedem Bandmitglied eine halbe LP-Seite eingeräumt, die es mit eigenen Kompositionen und zumeist ohne die Mitwirkung der anderen füllte.
Bassist Roger Waters lieferte mit Grantchester Meadows eine nur mit einer Akustikgitarre begleitete Folkballade ab, verfremdet durch Vogelgezwitscher und das Gebrumm einer Stubenfliege, die am Ende des Stücks klatschend erschlagen wird. Waters’ avantgardistisches Several Species of Small Furry Animals Gathered Together in a Cave and Grooving with a Pict ist das Stück mit dem längsten Titel der Gruppe und bot Musique concrète, eine melodiefreie Geräuschcollage.
Die dreiteilige Suite The Narrow Way von Gitarrist David Gilmour entsprach weitgehend dem konventionellen Psychedelic Rock, den die Band auf den vorigen Alben geboten hatte.
Die anderen Bandmitglieder schrieben wesentlich avantgardistischer. Richard Wrights vierteiliges Werk Sysyphus erinnerte den Rezensenten der Musikzeitschrift Sounds sowohl an die atonale Musik des französisch-amerikanischen Komponisten Edgar Varèse (1883–1965) als auch an die Free-Jazz-Improvisationen des Pianisten Cecil Taylor.
Nick Masons Suite The Grand Vizier’s Garden Party bot ein mehrminütiges Percussionssolo, das von zwei kürzeren melodiösen Flötenpassagen eingerahmt wurde, die von Lindy Mason, der Frau des Schlagzeugers, gespielt wurden. Verschiedentlich wird – von Mason unbestätigt – behauptet, Masons Suite sei von Karlheinz Stockhausens (1928–2007) Werk Kontakte beeinflusst.
Alle vier Bandmitglieder benutzten elektronische Instrumente, Loops, rückwärts abgespielte Tonbänder, Stereoeffekte und weitere technische Spielereien auf der Höhe der Möglichkeiten der damaligen Zeit. Auch verwendete Wright seinen Flügel auf unkonventionelle Weise, indem er die Saiten eines Flügels direkt, ohne die Tasten zu benutzen, spielte.

## Titelliste

### LP 1 (Livealbum)
- Seite A:

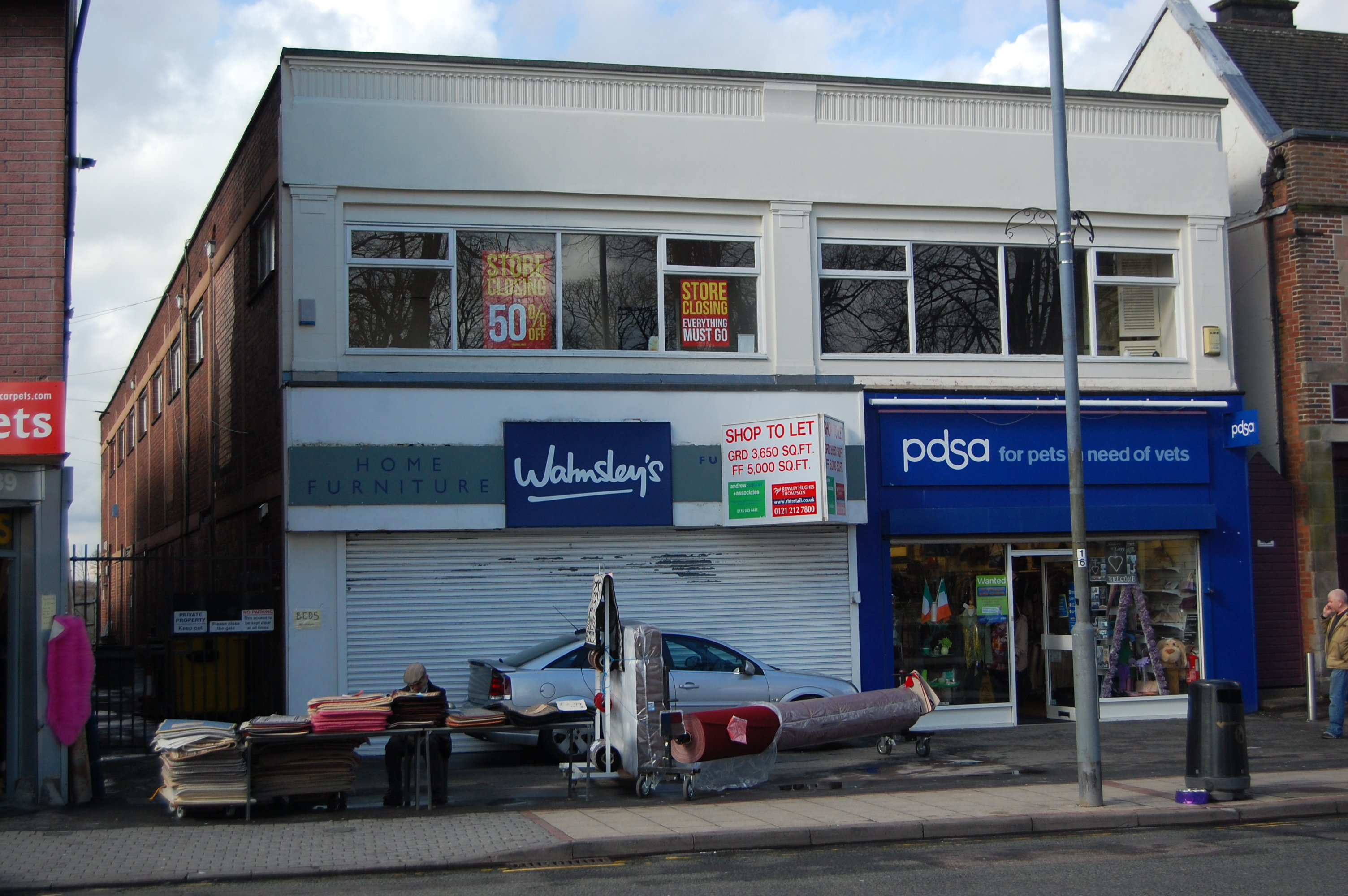
Im Obergeschoss dieses Gebäudes in Birmingham befand sich der Mothers Club

  - Astronomy Domine (Barrett), Gesang: Gilmour/Wright – 8:28 min
  - Careful with That Axe, Eugene (Waters, Wright, Mason, Gilmour), Gesang: Waters – 8:47 min
- Seite B:
  - Set the Controls for the Heart of the Sun (Waters), Gesang: Waters – 9:22 min
  - A Saucerful of Secrets (Waters, Wright, Mason, Gilmour), Gesang: Gilmour – 12:49 min
    1. Something Else – 3:57 min
    2. Syncopated Pandemonium – 3:19 min
    3. Storm Signal – 2:58 min
    4. Celestial Voices – 2:35 min

### LP 2 (Studioalbum)
- Seite A:
  - Sysyphus [Part I–IV] (Wright) – 13:17 min
  - Grantchester Meadows (Waters), Gesang: Waters – 7:28 min
  - Several Species of Small Furry Animals Gathered Together in a Cave and Grooving with a Pict (Waters), Stimme: Waters – 4:57 min
- Seite B:
  - The Narrow Way [Part 1–3] (Gilmour), Gesang: Gilmour – 12:14 min
  - The Grand Vizier’s Garden Party (Mason) – 8:45 min
    - Part I (Entrance) – 0:59 min
    - Part II (Entertainment) – 7:06 min
    - Part III (Exit) – 0:40 min

## Rezeption
“Live phantastisch, im Studio reichlich bemüht artifiziell – und doch mit dem gewissen Etwas, das diese Band auch im Studioteil von Ummagumma Pink Floyd sein lässt.”

“Featuring the band’s second lineup (i.e., no Syd Barrett), the set shows off a very potent group, their sound held together on-stage by Nick Mason’s assertive drumming and Roger Waters’ powerful bass work, which keep the proceedings moving no matter how spaced out the music gets; they also sound like they’ve got the amplifiers to make their music count, which is more than the early band had.”

„Mit der zweiten Besetzung der Band (also ohne Syd Barrett) zeigen die Stücke eine sehr potente Gruppe, deren Sound auf der Bühne zusammengehalten wird von Nick Masons bestimmendem Schlagzeugspiel und Roger Waters kraftvoller Bassarbeit, die dafür sorgen, dass es weitergeht, egal wie abgefahren die Musik wird; sie klingen auch, als ob sie die Verstärker haben, die sie brauchen, um ihre Musik zur Geltung zu bringen – das ist mehr, als die frühe Band hatte.“

## Kommerzieller Erfolg

### Chartplatzierungen
| ChartsChartplatzierungen       | Höchstplatzierung | Wochen |
| ------------------------------ | ----------------- | ------ |
| Deutschland (GfK)              | 25 (21 Wo.)       | 21     |
| Vereinigte Staaten (Billboard) | 74 (27 Wo.)       | 27     |
| Vereinigtes Königreich (OCC)   | 5 (21 Wo.)        | 21     |

### Auszeichnungen für Musikverkäufe
| Land/Region                  | Auszeichnungen für Musikverkäufe (Land/Region, Auszeichnung, Verkäufe) | Verkäufe  |
| ---------------------------- | ---------------------------------------------------------------------- | --------- |
| Frankreich (SNEP)            | Gold                                                                   | 100.000   |
| Italien (FIMI)               | Gold                                                                   | 25.000    |
| Vereinigte Staaten (RIAA)    | Platin                                                                 | 1.000.000 |
| Vereinigtes Königreich (BPI) | Gold                                                                   | 100.000   |
| Insgesamt                    | 3× Gold · 1× Platin ·                                                  | 1.225.000 |

Hauptartikel: Pink Floyd/Auszeichnungen für Musikverkäufe

## Trivia
Im Dezember 2015 wurde eine Prachtlibellenart in der Gattung Umma von den Erstbeschreibern Klaas-Douwe B. Dijkstra, Jens Kipping und Nicolas Mézière als Umma gumma nach dem Album von Pink Floyd benannt.